# Recettore della rodopsina
Il recettore della rodopsina (proteina responsabile della trasduzione del segnale nei bastoncelli) agisce attraverso un meccanismo che prevede il coinvolgimento di una proteina Gt. Il legame della rodopsina a tale recettore determina nei bastoncelli il blocco della conduttanza dello ione sodio e conseguente iperpolarizzazione. Nel caso della rodopsina l'induttore è un fotone, e non un agonista.